# Думба, Константин
Константин Теодор Ду́мба (нем. Konstantin Theodor Dumba, 17 июня 1856, Вена — 6 января 1947, Штайндорф-ам-Оссиахер-Зее, Каринтия) — австро-венгерский дипломат, граф. Был лишен дипломатического статуса в США в связи с обвинениями в шпионаже.

## Биография
Родился в Вене 17 июня 1856, сын Теодора Думбы, богатого австрийского предпринимателя греческого происхождения, и племянник Николауса Думбы. Сотрудник австро-венгерской дипломатической службы с 1879 года. Служил в австро-венгерском посольстве в Лондоне в 1881—1886 годах, затем в Санкт-Петербурге, Риме, Бухаресте и Париже. С 1903 по 1905 — посол в Сербии. В 1909—1912 посол в Швеции. В 1913—1915 годах — посол в США. Один из немногих австро-венгерских послов, не принадлежавших к австрийской аристократии.
В начале сентября 1915 американские СМИ сообщили, что Думба вовлечен в скандал, связанный с попытками саботажа в американской промышленности. 9 сентября 1915 года государственный секретарь США Роберт Лансинг объявил, что деятельность Думбы не совместима с дипломатическим статусом и попросил австро-венгерское правительство отозвать своего посла. Лансинг обвинил посла в шпионаже и провоцировании забастовок на американских заводах, производящих боеприпасы. 27 сентября австро-венгерское правительство согласилось отозвать посла. 5 октября доктору Думбе было предоставлено право беспрепятственно пересечь блокаду портов Центральных держав, установленную Антантой, и возвратиться в Вену.
После отъезда Думбы австро-венгерское посольство возглавил поверенный в делах — барон Эрих Цвидинек фон Зюденхорст. В ноябре 1916 послом Австро-Венгрии в США был назначен граф Адам Тарновский фон Тарнов, но в связи с войной он не представил верительные грамоты главе принимающего государства — президенту Вильсону. Таким образом, Думба стал последним официальным послом Австро-Венгрии в Соединенных Штатах.
По возвращении в Вену доктор Думба удалился с дипломатической службы. В мае 1917 года он стал членом верхней палаты парламента Цислейтании (Herrenhaus). В конце жизни известен как пацифист, написал несколько книг, включая мемуары (1932). Оправдывал свои действия во время Первой мировой войны.
Граф фон Думба умер 6 января 1947 в Штайндорф-ам-Оссиахер-Зее.